# Globi d'oro 2022
La 62ª edizione dei Globi d'oro si è tenuta mercoledì 4 ottobre 2022 all’Auditorium Parco della Musica a Roma.
La candidature sono state annunciate il 3 agosto 2022; il film con più candidature è stato Mia con cinque, seguito da Stranizza d'amuri con quattro. Durante la cerimonia è stato assegnato il Globo d'oro alla carriera postumo a Carlo Verdone.

## Candidati e vincitori
I vincitori sono indicati in grassetto, a seguire gli altri candidati.
Miglior film
- Ariaferma
- L'arminuta
- Qui rido io

Miglior regista
- Leonardo Di Costanzo – Ariaferma
- Paolo Sorrentino – È stata la mano di Dio
- Mario Martone – Qui rido io

Miglior opera prima
- Laura Samani – Piccolo corpo (ex aequo)
- Francesco Costabile – Una femmina (ex aequo)
- Alessandro Cassigoli e Casey Kauffman – Californie

Miglior commedia
- Marilyn ha gli occhi neri – Simone Godano
- E buonanotte - Storia del ragazzo senza sonno – Massimo Cappelli
- E noi come stronzi rimanemmo a guardare – Pif

Miglior serie TV
- Strappare lungo i bordi
- Diavoli
- Il re

Miglior attore
- Silvio Orlando – Ariaferma
- Pierfrancesco Favino – Nostalgia
- Toni Servillo – Qui rido io

Miglior attrice
- Lina Siciliano – Una femmina
- Anna Ferraioli Ravel – I fratelli De Filippo
- Vanessa Scalera – L'arminuta

Giovane promessa
- Sofia Fiore – L'arminuta
- Filippo Scotti – È stata la mano di Dio
- Luca Vergoni – La scuola cattolica

Miglior sceneggiatura
- Carla Cavalluzzi, Sergio Rubini e Angelo Pasquini – I fratelli De Filippo
- Valia Santella, Bruno Oliviero e Leonardo Di Costanzo – Ariaferma
- Paolo Sorrentino – È stata la mano di Dio

Miglior fotografia
- Simone D'Arcangelo – Re Granchio
- Luca Bigazzi – Ariaferma
- Renato Berta – Qui rido io

Miglior musica
- Nicola Piovani – I fratelli De Filippo
- Pasquale Scialò – Ariaferma
- Sergio Bruni – Qui rido io

Miglior documentario
- Ennio, regia di Giuseppe Tornatore
- Corpo a Corpo, regia di Maria Iovine
- Marta - Il delitto della Sapienza, regia di Simone Manetti

Miglior cortometraggio
- Venti minuti, regia di Daniele Esposito
- Fiori, regia di Kristian Xipolias
- La vera storia della partita di nascondino più grande del mondo, regia di Paolo Bonfadini e Irene Cotroneo

Gran Premio della stampa estera
- Cineteca di Bologna

Globo d'oro alla carriera
- Carlo Verdone

Globo d'oro nel mondo
- Europa, del regia di Haider Rashid